# Fujiwara no Onshi
Fujiwara no Onshi  (885 – 9 février 954) est une impératrice consort du Japon. Elle est la consort de l'empereur Daigo.

## Source de la traduction
- (en) Cet article est partiellement ou en totalité issu de l’article de Wikipédia en anglais intitulé « Fujiwara no Onshi » (voir la liste des auteurs).